# Simion Bughici
Simion Bughici (né le 14 décembre 1914 à Iași et mort le 1er février 1997 à Bucarest), est un homme politique communiste roumain.

## Biographie
Il est ministre des Affaires étrangères de la Roumanie du 10 juillet 1952 au 3 octobre 1955.